# Хроленко, Александр Тимофеевич
Алекса́ндр Тимофе́евич Хроле́нко (род. 1 января 1938, д. Вишенки, Смоленская область) — советский и российский филолог, специалист в области теории языка и языка русского фольклора, доктор филологических наук, профессор кафедры русского языка Курского государственного университета. Заслуженный деятель науки Российской Федерации. Член этнолингвистической комиссии при Международном комитете славистов, член совета РАН по фольклору (с 1989 года). Автор термина «лингвофольклористика», а также разработчик одноимённого научного направления.

## Биография
Александр Хроленко родился 1 января 1938 года в деревне Вишенки Смоленской области. В 1955 году поступил на филологический факультет Воронежского госуниверситета, который окончил в 1960 году по специальности «Филолог. Учитель русского языка и литературы средней школы». С 1960 по 1964 год работал учителем русского языка и литературы в школе посёлка Лазаревское Краснодарского края. В 1968 году закончил аспирантуру Воронежского государственного педагогического института, успешно защитив кандидатскую диссертацию на тему «Паратактические конструкции в русской народной лирической песне и проблема их продуктивности в современном поэтическом фольклоре». С 1967 года по настоящее время работает в Курском государственном университете последовательно преподавателем, доцентом, профессором, деканом факультета русского языка и литературы (1970—1975). С 1975 по 2013 год — заведующий кафедрой русского языка.
В 1984 г. в Ленинградском университете защитил докторскую диссертацию на тему «Поэтическая фразеология русской народной лирической песни». В 1985 году присвоено звание профессора.
Под руководством А. Т. Хроленко сложилась признанная в России и за рубежом курская научная школа лингвофольклористики.
Профессором разработан ряд авторских курсов, среди которых «История филологии», «Основы современной филологии», «Основы лингвокультурологии», «Современные проблемы филологического образования», «Культура филологического труда», «Введение в лингвофольклористику», «Введение в экофилологию» и др. Каждый курс оснащён авторскими учебными книгами для бакалавров и магистрантов филологического направления.
Разработан комплекс исследовательских технологий анализа фольклорных текстов (кросскультурная лингвофольклористика, фольклорная диалектология, контрастивная лексикография, методика создания и использования автоматизированных конкордансов).
Руководил диссертационным советом по русскому языку и теории языка при Курском госуниверситете (2005—2015). Подготовил сорок кандидатов и четырёх докторов филологических наук.

## Награды
- Орден Дружбы народов (1986 г.)
- Отличник народного просвещения (1987 г.)
- Медаль «Ветеран труда» (1988 г.)
- Почётное звание «Заслуженный деятель науки Российской Федерации» (1998 г.)[8]

## Основные научные труды
- Хроленко А. Т. Общее языкознание (учебное пособие). — Москва: Просвещение, 1981. — 94 с.
- Хроленко А. Т. Поэтическая фразеология русской народной лирической песни (монография). — Воронеж: Воронежский государственный университет, 1981. — 163 с.
- Хроленко А. Т. Семантика фольклорного слова. Воронеж (монография). — Воронеж: Воронежский государственный университет, 1992. — 137 с.
- Хроленко А. Т. Самоменеджмент: для тех, кому от 16 до 20 (монография). — Москва: Экономика, 1996. — 139 с.
- Хроленко А. Т. Основы лингвокультурологии (учебное пособие). — Москва: Флинта, 2004. — 184 с.
- Хроленко А. Т. Язык фольклора: Хрестоматия. — Москва: Флинта, 2005. — 224 с.
- Хроленко А. Т., Бобунова М. А. Тютчев и Фет: опыт контрастивного словаря Курск. — Курск: Курский государственный университет, 2005. — 197 с.
- Хроленко А. Т., Бондалетов В. Д. Теория языка (учебное пособие). — 2-е изд., испр. и доп.. — Москва: Флинта, 2006. — 528 с.
- Хроленко А. Т., Бобунова М. А. Словарь языка русского фольклора: Лексика былины. Ч. 1. — Курск: Курский государственный университет, 2005. — 125 с.
- Хроленко А. Т., Бобунова М. А. Словарь языка русского фольклора: Лексика былины. Ч. 2. — Курск: Курский государственный университет, 2006. — 192 с.
- Хроленко А. Т., Денисов А. В. Современные информационные технологии для гуманитария (практическое руководство). — Москва: Флинта, 2007. — 128 с.
- Хроленко А. Т., Бобунова М. А. Конкорданс русской народной песни. Том 1. Песни Курской губернии (словарь). — Курск: Курский государственный университет, 2007.
- Хроленко А. Т., Бобунова М. А. Конкорданс русской народной песни. Том 2. Песни Архангельской губернии (словарь). — Курск: Курский государственный университет, 2008. — 316 с.
- Хроленко А. Т. Лингвофольклористика. Листая годы и страницы (монография). — Курск: Курский государственный университет, 2008. — 229 с.
- Хроленко А. Т. Введение в лингвофольклористику (учебное пособие). — Москва: Флинта, 2010. — 160 с.
- Хроленко А. Т. История филологии (учебное пособие). — Москва: Флинта, 2013. — 136 с.
- Хроленко А. Т. Основы современной филологии (учебное пособие). — Москва: Флинта, 2013. — 352 с.
- Хроленко А. Т. Культура филологического труда (учебное пособие). — Флинта. — Москва, 2014. — 268 с.
- Хроленко А. Т. Введение в филологию (учебное пособие). — Москва: Флинта, 2015. — 252 с.
- Хроленко А. Т. Введение в экофилологию (учебное пособие). — Москва: Флинта, 2017. — 264 с.
- Хроленко А. Т. История курской школы лингвофольклористики в письмах и документах (монография). — Курск: Курский государственный университет, 2018. — 198 с.

## Интервью
- Телекомпания «Такт»: В список номинаций премии «Курская антоновка» вернулся «Учёный года»
- Телерадиокомпания «Сейм»: Тайна «Слова о полку Игореве» раскрыта
- ГТРК Курск: «Профессор года»: кто из курских ученых получил национальную премию?
- ГТРК Курск: Истинный филолог и блестящий лингвист